# War Child
Denna artikel handlar om organisationen War Child, för albumet av Jethro Tull med samma namn, se War Child (musikalbum)
War Child, engelska: Krigsbarn, är en biståndsorganisation för krigsdrabbade barn i olika länder. Organisationen finns i Kanada, Nederländerna och i Storbritannien.
De som påbörjade War Child heter Bill Leeson och David Wilson i 1993 i England och Willemijn Verloop i Holland i 1994. War Child Sverige startade 2016. War Child startade som reaktion mot krigen i Bosnien och Hercegovina, men utvecklade sig snabbt till en internationell organisation med en fokus på psykosocial och kreativ hjälp åt traumatiserade barn i krigsområden, med 1000 medverkare i 11 länder. 
War Child Program hjälper barn att utveckla sina egna krafter, så att de kan bli starkare, även i händelse av eventuella nya konflikter. Detta gör War Child genom att stimulera den psykosociala och sociala utvecklingen hos barn, och även genom att erbjuda undervisning. Uppgiften är att skydda barn mot konsekvenserna av beväpnade konflikter, och försäkra att deras röster blir hörda. War Child är verksamma i 11 länder där barn antingen vistas i krigsområden eller lider av konsekvenser av krig, såsom krigen i Syrien, Irak, Kongo och Sydsudan.